# Kvantna sklopitev
Kvantna sklopitev je v kvantni mehaniki pojav, ki se kaže v sklopitvi  dveh ali več sistemov tako, da sprememba v enem sistemu vpliva na kvantna stanja v drugem sistemu. Pojav je podoben kvantni prepletenosti, ki pa lahko deluje tudi na večje razdalje. Kvantna sklopitev pa deluje samo na manjših razdaljah. 